# Беттанкур, Жозе Авелину
Жозе Авелину Беттанкур (порт. José Avelino Bettencourt; род. 23 мая 1962, Велаш, Португалия) — португало-канадский куриальный прелат и ватиканский дипломат. Руководитель протокола государственного секретариата Святого Престола с 14 ноября 2012. Титулярный архиепископ Аэмоны с 26 февраля 2018. Апостольский нунций в Армении с 1 марта 2018 по 30 августа 2023. Апостольский нунций в Грузии с 8 марта 2018 по 30 августа 2023. Апостольский нунций в Камеруне и Экваториальной Гвинее с 30 августа 2023.

## Биография
Жозе Авелину Беттанкур родился 23 мая 1962 года, в Велаше, на Азорских островах, вместе со своей семьёй он эмигрировал в юном возрасте в Канаду. Бетанкур был рукоположён в священника 29 мая 1993 года в архиепархии Оттавы и получил степень в области литературы и богословия в Оттавском университете.
Бетанкур поступил на дипломатическую службу Святого Престола в 1999 году и получил докторскую степень по каноническому праву в Папском Григорианском университете. Он работал в апостольской нунциатуре в Демократической Республике Конго, а затем перешел на работу в Государственный секретариат Святого Престола. В 2003 году ему присвоен титул капеллан Его Святейшества, который дал ему право титуловаться монсеньором.
14 ноября 2012 года Папа Бенедикт XVI назначил Беттанкура руководителем протокола Государственного секретариата Ватикана. Он также отвечает за контакты с посольствами, аккредитованными при Святом Престоле и центральным органом Ватикана.
26 февраля 2017 года Папа Франциск назначил его апостольским нунцием.
1 марта 2018 года Папа Франциск назначил Беттанкура апостольским нунцием в Армении.
8 марта 2018 года Папа Франциск назначил Беттанкура апостольским нунцием в Грузии.
30 августа 2023 года Папа Франциск назначил Беттанкура апостольским нунцием в Камеруне и Экваториальной Гвинее

## Награды
- Медаль Признательности[арм.] (16 декабря 2021 года, Армения) — по случаю 30-летия независимости Армении, за значительный вклад в установление, укрепление и развитие дружественных отношений с Республикой Армения, защиту общечеловеческих ценностей[9].